# Drosophila biauraria
Drosophila biauraria este o specie de muște din genul Drosophila, familia Drosophilidae, descrisă de Bock și Wheeler în anul 1972. Conform Catalogue of Life specia Drosophila biauraria nu are subspecii cunoscute.